# Cimento Portland

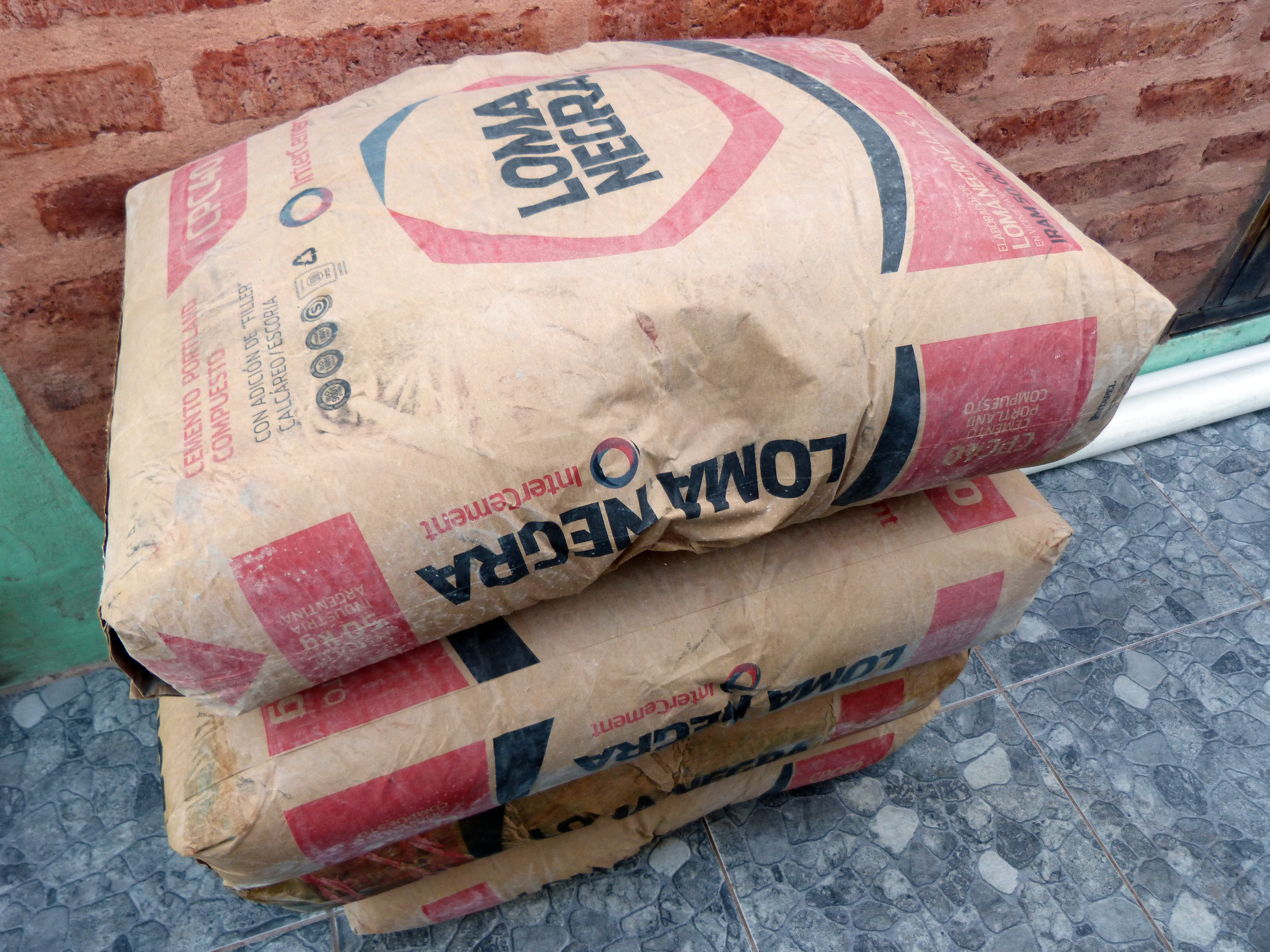
Sacos de cimento Portland.

Cimento Portland é o tipo de cimento mais utilizado ao redor do mundo como um dos componentes básicos de concretos, argamassas, e grautes. É um pó fino, produzido a partir da queima de calcário e argila em um forno, com posterior moagem e adição de uma pequena quantidade de gipsita, ou outras formas de sulfato de cálcio, podendo receber também outras adições. Endurece com a adição de água, tornando-se uma pasta homogênea com propriedades ligantes. Como o produto formado é resistente à água, o cimento Portland ser caracterizado como um aglomerante hidráulico.
Diversos tipos de Cimento Portland são comercializados, havendo normas técnicas em diferentes países e regiões que definem estes tipos. A maioria dos tipos apresenta uma coloração cinza, mas geralmente há normalização que define cimentos Portland brancos.
O cimento Portland foi desenvolvido a partir de outros tipos de cal hidráulica, ao final do século XIX, na Inglaterra, por Joseph Aspdin, que obteve uma patente pelo material em 1824. Entretanto, seu filho William Aspdin é considerado o inventor do cimento Portland "moderno" graças aos seus avanços na década de 1840. O cimento Portland recebeu este nome devido à similaridade do material hidratado à pedra de Portland, que era obtida da Ilha de Portland, em Dorset, Inglaterra.

## História
O nome Portland foi dado em 1824 pelo químico britânico Joseph Aspdin, em homenagem à ilha britânica de Portland, no condado de Dorset. Joseph Aspdin queimou conjuntamente pedras calcárias e argila, transformando-as num pó fino. Percebeu que obtinha uma mistura que, após secar, tornava-se tão dura quanto as pedras empregadas nas construções. A mistura não se dissolvia em água e foi patenteada pelo construtor no mesmo ano, com o nome de cimento Portland, que recebeu esse nome por apresentar cor e propriedades de durabilidade e solidez semelhantes às rochas da ilha britânica de Portland.
No Brasil, estudos para aplicar os conhecimentos relativos à fabricação do cimento Portland ocorreram por volta de 1888, quando o comendador Antônio Proost Rodovalho empenhou-se em instalar uma fábrica na fazenda Santo Antônio, de sua propriedade, situada em Sorocaba-SP. Várias iniciativas esporádicas de fabricação de cimento foram desenvolvidas nessa época. Assim, chegou a funcionar durante apenas três meses, em 1892, uma pequena instalação produtora na ilha de Tiriri, na Paraíba, cuja construção data de 1890, por iniciativa do engenheiro Louis Felipe Alves da Nóbrega, que estudara na França e chegara ao Brasil com novas ideias, tendo inclusive o projeto da fábrica pronto e publicado em livro de sua autoria. Atribui-se o fracasso do empreendimento não à qualidade do produto, mas à distância dos centros consumidores e à pequena escala de produção, que não conseguia competitividade com os cimentos importados da época. A usina de Rodovalho lançou em 1897 sua primeira produção – o cimento marca Santo Antonio – e operou até 1904, quando interrompeu suas atividades. Voltou em 1907, mas experimentou problemas de qualidade e extinguiu se definitivamente em 1918. Em Cachoeiro do Itapemirim, o governo do Espírito Santo fundou, em 1912, uma fábrica que funcionou até 1924, com precariedade e produção de apenas 8 mil toneladas por ano, sendo então paralisada, voltando a funcionar em 1935, após modernização efetuada pela Empresa Barbará & Cia, de propriedade do comerciante e industrial Cachoeirense, Sr. Elpídio Volpini. Todas essas etapas não passaram de meras tentativas que culminaram, em 1924, com a implantação pela Companhia Brasileira de Cimento Portland de uma fábrica em Perus, Estado de São Paulo, cuja construção pode ser considerada como o marco da implantação da indústria brasileira de cimento. As primeiras toneladas foram produzidas e colocadas no mercado em 1926. Até então, o consumo de cimento no país dependia exclusivamente do produto importado. A produção nacional foi gradativamente elevada com a implantação de novas fábricas e a participação de produtos importados hoje.

### Composição
O cimento é, principalmente, composto por uma mistura de argila, calcário e componentes químicos (conhecida como clínquer). Além disso, pode receber a adição de outros componentes, como a escória, que aprimora a durabilidade em ambientes com sulfato, ou gesso, que eleva o tempo de pega. No entanto, é importante notar que grandes quantidades de escória podem diminuir a resistência do material. Outros aditivos são argila pozolânica, que proporciona maior impermeabilidade ao concreto, e o próprio calcário, frequentemente usado em quantidades maiores para reduzir o custo de produção do cimento.

## Processo de fabricação
A fabricação do cimento Portland baseia-se em três etapas fundamentais:
- Mistura e moagem da matéria-prima (calcários, margas e brita de rochas);
- Produção do clínquer (forno rotativo a 1 400 ºC + arrefecimento rápido);
- Moagem do clínquer e mistura com gesso.

Em sentido amplo, pode-se resumir o processo de fabricação do cimento Portland nas seguintes fases:
- 1°) Extração das matérias primas (calcário, argila e gipsita);
- 2°) Britagem (calcário);
- 4°) Moagem do cru, matéria prima crua (calcário e argila - farinha de 0,15 mm);
- 3°) Dosagem (farinha de calcário e argila);
- 5°) Clinquerização;
- 6°) Esfriamento;
- 7°) Adição final;
- 8°) Moagem final (clinker + gipsita + outras substâncias);
- 9°) Ensacamento (Silos).

### Constituição do clinquer
O clinquer de cimento Portland é constituído por:
- Óxido de cálcio (CaO) - 60 a 70%;
- Sílica (SiO2) - 20 a 25%;
- Alumina (Al2O3) - 2 a 9%;
- Óxido de ferro III (Fe2O3) - 1 a 6%;
- Óxido de magnésio (MgO) - 0 a 2%.

### Transformações físico-químicas no forno
Para determinadas temperaturas, durante a fase de produção do clínquer, existem várias alterações físico-químicas na matéria-prima:
- T < 100 ºC - evaporação da água livre;
- 100 ºC < T < 450 ºC - saída da água adsorvida;
- 700 ºC < T < 900 ºC - Formação de óxido de cálcio (vulgo cal) e óxido de magnésio;
- T ≈ 1260 ºC - fase líquida que resulta da combinação do óxido de cálcio com o óxido de alumínio e o óxido de ferro (III);
- 1260 ºC < T < 1450 ºC - formação de alite.

## Características

### Endurecimento
O endurecimento do cimento Portland é fruto da cristalização dos sulfatos de cálcio (e demais sais presentes). Porém, esta cristalização só ocorre mediante hidratação controlada. Uma vez misturado à água, o material se constitui de duas fases, uma gelatinosa, fruto da hidratação rápida dos ligantes e outra resultado da cristalização progressiva dos sais. Estas fases são indistintas macroscopicamente. Durante um tempo, compõem um material gelatinoso altamente deformável. Enquanto a mistura for mantida úmida, as fases podem coexistir. Se deixado secar, a fase cristalina lentamente predomina até se tornar um material duro. 
A exotermia do processo se explica pela conversão da organização molecular, uma vez que a forma cristalina se dá às expensas da perda de água, com queda da entropia se comparado ao estado liquefeito. Consequentemente, a diferença energética do estado de alta entropia para o de baixa é o calor produzido pelo endurecimento da massa.

## Aplicações
O cimento Portland é uma das substâncias mais consumidas pelo homem e isso se deve a características que lhe são peculiares, como trabalhabilidade e moldabilidade (estado fresco), e alta durabilidade e resistência a cargas e ao fogo (estado duro). Insubstituível em obras civis, o cimento pode ser empregado tanto em peças de mobiliário urbano como em grandes barragens, em estradas ou edificações, em pontes, tubos de concreto ou telhados. Pode até ser matéria-prima para a arte.